# Geartronic
Geartronic is de naam voor de automatische versnellingsbak (automatische transmissie) van Volvo, vergelijkbaar met de Tiptronic van Porsche. Hij is beschikbaar als 5- of 6- of 8-versnellingsbak en is microprocessorgestuurd. 
Handmatig schakelen is mogelijk door de pook vanuit de D-stand zijwaarts naar +/- te bewegen. Door naar voren drukken wordt de hogere versnelling gekozen en door de pook naar achteren te trekken wordt naar de lagere versnelling geschakeld. De processor schakelt automatisch naar de volgende versnelling als het toerental te hoog wordt in de handmatige modus. 
Geartronic versnellingsbakken worden ontwikkeld in Japan door Aisin AW.

## Volvo-modellen met Geartronic
- Volvo C30
- Volvo C70

- Volvo S40
- Volvo S60
- Volvo S80

- Volvo V40 (model 2012-....)
- Volvo V50
- Volvo V60
- Volvo V70
- Volvo V90 (model 2017-....)

- Volvo XC60
- Volvo XC70
- Volvo XC90